# 1977 aux échecs
| Années des échecs : 1974 - 1975 - 1976 - 1977 - 1978 - 1979 - 1980    |
| Décennies des échecs : 1940 - 1950 - 1960 - 1970 - 1980 - 1990 - 2000 |

Cet article présente les faits marquants de l'année 1977 aux échecs.

## Championnats nationaux
- Albanie : Fatos Muço[1]

- Argentine : Pas de championnat[2],[3]. Chez les femmes, Julia Arias s’impose.
- Autriche : Andreas Dückstein remporte le championnat[4]. Chez les femmes, pas de championnat[5].
- Belgique : Ronny Weemaes remporte le championnat[6]. Chez les femmes, pas de championnat[7].
- Birmanie : Tim Swam[8]
- Brésil: Jaime Sunye Neto remporte le championnat[9]. Chez les femmes, c’est Ruth Volgl Cardoso qui s’impose.
- Canada : Pas de championnat[10]. Chez les femmes, non plus[11].
- Chine :  Chen De remporte le championnat[12].
- Écosse : CW Pritchett remporte le championnat[13].

- Espagne : Juan Manuel Bellòn Lopez remporte le championnat[14]. Chez les femmes, c’est Nieves Garcia qui s’impose[15].
- États-Unis : Walter Browne remporte le championnat[16]. Chez les femmes, pas de championnat[17].
- France : Louis Roos remporte le championnat [18]. Chez les femmes, Milinka Merlini s’impose[19].
- Inde : Pas de championnat[20].
- Iran : Mehrshad Sharif remporte le championnat[21].

- Pays-Bas : Viktor Kortsjnoi remporte le championnat [22]. Chez les femmes, c’est Katy van der Mije qui s’impose.
- Pologne : Ryszard Skrobek remporte le championnat[23].
- Royaume-Uni : George Botterill remporte le championnat[24].

- Suisse : André Lombard remporte le championnat [25]. Chez les dames, c’est Myrta Ludwig qui s’impose[26].
- RSS d'Ukraine : Youri Nicolaïevski remporte le championnat[27],[28], dans le cadre de l’U.R.S.S.. Chez les femmes, Marta Litinskaya s’impose[29].
- République fédérative socialiste de Yougoslavie : Ljubomir Ljubojević et Srdjan Marangunić remportent le championnat[30],[31]. Chez les femmes, Amalija Pihajlić et Gordana Marković s’imposent.

## Naissances
- Aleksandr Morozevitch
- Ievgueni Naïer
- Emil  Sutovsky

## Nécrologie
- 13 janvier : Anthony Santasiere (en)
- 5 février : Issaak Boleslavski
- 17 février : Newell W. Banks (en)
- 9 avril : Yosef Dobkin (en)
- 4 mai : Mikhail Mukhin (en)
- 2 juillet : Vladimir Nabokov
- 24 juillet : Ernst Rojahn (en)
- 14 septembre : Paul Michel
- 16 septembre : Emīlija Šmite (en)
- 1er octobre : František Zíta
- 22 novembre : Ivan Vladimir Rohaček (en)